# Günther von Dallwitz
Günther von Dallwitz (* 28. Dezember 1838 in Lauban; † 25. März 1910 in Liegnitz) war ein preußischer Verwaltungsbeamter.

## Leben
Günther von Dallwitz wurde geboren als Sohn des Oberlandesgerichtsrats und Abgeordneten zur Frankfurter Nationalversammlung Sigismund von Dallwitz und der Emilie geb. Kapp. Nach dem Besuch des Ritterakademie Liegnitz studierte er an der Rheinischen Friedrich-Wilhelms-Universität Bonn und der Schlesischen Friedrich-Wilhelms-Universität Breslau Rechtswissenschaft und Kameralwissenschaften. 1859 wurde er Mitglied des Corps Borussia Bonn. Nach Abschluss des Studiums trat er in den preußischen Staatsdienst. Regierungsassessor war er bei der Regierung in Königsberg und der Regierung in Liegnitz. Er war 1873–1877 Landrat im Kreis Adelnau und 1877–1890 im Landkreis Sprottau. Zuletzt war er als Oberregierungsrat beim Regierungspräsidium in Liegnitz tätig. Verheiratet war v. Dallwitz mit Gabriele v. Loos.